# Boutervilliers
Boutervilliers är en kommun i departementet Essonne i regionen Île-de-France i norra Frankrike. Kommunen ligger i kantonen Étampes som tillhör arrondissementet Étampes. År 2022 hade Boutervilliers 429 invånare.

## Befolkningsutveckling
Antalet invånare i kommunen Boutervilliers
| Referens: INSEE |